# 류인숙
류인숙(柳仁淑, 1485년 ~ 1545년)은 조선시대 중기의 문신, 학자, 사림파 정치인으로 자(字)는 원명, 호는 정수, 시호는 문정, 본관은 진주(晉州)이다. 윤임과의 친분으로 계림군과 봉성군을 왕으로 추대할 역모를 꾸몄다는 누명을 쓰고, 윤원형, 이기, 윤원로 등에 의해 을사사화의 희생자가 되었다. 선조 때 복관된다.

## 생애
사간원 사간을 지낸 류문통(柳文通)의 아들이다. 1507년(중종 2) 진사시·생원시에 합격하였고, 이후 1510년 문과에 급제해 이조좌랑, 직제학, 동부승지, 좌부승지, 좌승지, 대사간, 도승지, 대사헌, 호조참의 등을 역임하고 1519년 기묘사화에 휘말려 투옥되었다가 정광필의 변호로 석방되고 이후 영의정 정광필 등과 함께 조광조 등을 위하여 적극 변명하였다. 그 뒤 호조참의가 되었으나 기묘당인(己卯黨人)으로 대간의 탄핵을 계속 받다가, 1520년 무고를 받았으나 다행히 위기를 모면했다.
1521년 경주부윤을 지내다가 다시 신사무옥으로 투옥되어 기회주의자로 몰려 관직을 삭탈당하고 17년 동안이나 두문불출을 하였다.
1537년에 김안로가 사사된 이후에 복직되어 병조참의, 호조참의, 호조참판, 한성부우윤, 한성부좌윤, 대사헌과 대사간, 각 조의 판서를 거쳐 공조와 이조, 호조, 형조의 판서를 두루 지냈고 1545년 우찬성 겸 의금부판사로 임명되었다. 그러나 윤원형, 이기 등이 일으킨 을사사화에 휘말려 사형당했다.
1546년에는 경기 감사 김명윤의 밀고로 계림군과 봉성군을 왕으로 추대할 역모를 꾸몄다는 이유로 부관참시 효수되고 가산이 몰수되었으며 가족들도 모두 사형당했다.

### 사후
선조 즉위 후 복권 여론이 나타났고, 1570년 역모죄명이 신설되고 관직도 복구되었다.

## 평가와 비판
재서용된 뒤에는 사림의 기대를 받았으나 근신하지 못하고 자주 뇌물을 받기도 하여 비난받았다. 그러나 경연에 입시하여서는 몇 차례에 걸친 사화로 부진해진 성리학의 진흥에 노력할 것을 촉구하였고, 궁중세력과 결탁한 간신배의 세력을 제거하는 데 노력하였다.

## 가족 관계
- 조부 : 류종식(柳宗植)
- 조모 : 권우(權遇)의 딸
  - 아버지 : 류문통(柳文通)
  - 어머니 : 이추(李抽)의 딸
    - 부인 : 성주 이씨, 이양(李敭)의 딸
      - 장남 : 류희증(柳希曾)
        - 손자 : 류백선(柳伯善)

      - 차남 : 류희안(柳希顔)
        - 손자 : 류흠(柳欽)

      - 삼남 : 류희맹(柳希孟)
        - 손자 : 류지신(柳之新), 생부 류대봉(柳大逢)

      - 사남 : 류희민(柳希閔)
        - 손자 : 류자기(柳自起)

      - 딸 : 청화수(淸化守) 이창숙(李昌叔)에게 출가

    - 형 : 류인귀(柳仁貴)
    - 형 : 류인걸(柳仁傑)
    - 형 : 류인첨(柳仁瞻), 조졸

## 문화재
- 안성 만둔사지 - 안성시 향토유적 제4호

## 같이 보기
| - 기묘사화 - 을사사화 - 정미사화 - 중종 - 인종 - 명종 - 장경왕후 - 문정왕후 - 숙빈 윤씨 - 김안로 - 윤임 - 유관 - 안당 - 김명윤 - 이언적 | - 신사무옥 - 계림군 - 봉성군 - 윤원형 - 윤원로 - 윤원량 - 김안국 - 김종직 - 김숙자 - 조광조 - 정광필 - 안명세 - 정여창 - 김굉필 - 이황 | - 고맹영 - 김백균 - 노수신 - 심통원 - 심의겸 - 신사헌 - 이기 - 이량 - 이감 - 이연경 - 윤백원 |